# Kamenica (Pale-Prača)
Kamenica es un pueblo de la municipalidad de Pale-Prača, en el cantón de Podrinje Bosnio, Bosnia y Herzegovina.

## Superficie
Posee una superficie de 5,10 kilómetros cuadrados.

## Demografía
Hasta 1991 la población era de 83 habitantes.